# Joachim Wolf (Rechtswissenschaftler)
Joachim Wolf ist ein deutscher Rechtswissenschaftler.

## Leben
Joachim Wolf, geboren in Frankfurt, ist Sohn von Ernst Wolf und dessen Ehefrau Roda, geb. Hartmann,
Nach der Promotion 1980 in Saarbrücken arbeitete er bis 1996 am Max-Planck-Institut für ausländisches öffentliches Recht und Völkerrecht in Heidelberg zum Schwerpunkt Internationales Handelsrecht (GATT, WTO). Die Habilitation schloss er an der Universität Saarbrücken 1992 ab und arbeitete von 1990 bis 1995 als Gastprofessor an den Universitäten München, Hannover, Göttingen und Halle.
Seit 1996 lehrte er auf dem Lehrstuhl Öffentliches Recht, insbesondere Umweltrecht, Verwaltungsrecht, Verwaltungslehre an der Ruhr-Universität Bochum und war seit 1998 auch geschäftsführender Direktor des dortigen Instituts für Friedenssicherung und humanitäres Völkerrecht bis zu seiner Emeritierung 2014. Von 1998 bis 2009 war er auch im Vorstand des Institut für Entwicklungsforschung und Entwicklungspolitik. Seit seiner Emeritierung arbeitet er als Research Fellow am Free State Centre for Human Rights der University of the Free State, Bloemfontein, Südafrika (Stand 2021).

## Schriften (Auswahl)
- Der Stand der Bereicherungslehre und ihre Neubegründung. Köln 1980, ISBN 3-452-18748-9.
- Medienfreiheit und Medienunternehmen. Berlin 1985, ISBN 3-428-05887-9.
- Die Haftung der Staaten für Privatpersonen nach Völkerrecht. Berlin 1997, ISBN 3-428-08682-1.
- Das Recht des Lebens auf der Strasse. Institut für Landes- und Stadtentwicklungsforschung des Landes Nordrhein-Westfalen, Dortmund 1999, ISBN 978-3-8176-6149-7.
- Umweltrecht. München 2002, ISBN 3-406-47144-7.
- Individual Responsibility and Collective State Responsibility for International Crimes: Separate or Complementary Concepts under International Law? In: Bartłomiej Krzan (Hrsg.): Prosecuting International Crimes: A Multidisciplinary Approach. Brill Nijhoff, Leiden 2016, ISBN 978-90-04-31740-6, S. 1–52, doi:10.1163/9789004323667_002.
- Flucht nach Europa: Fluchtursachen - Verantwortlichkeiten - Auswege. LIT Verlag, Münster 2021, ISBN 978-3-643-14903-9.